# Shall We Dance (Doetinchem)
Shall We Dance is de naam van een 37 meter hoog stalen raamwerksculptuur in de Nederlandse stad Doetinchem, gemaakt door kunstenaar Floris Schoonderbeek. Het beeldhouwwerk, opgetuigd in 2007, weegt 11 ton en symboliseert een hoogspanningsmast die anderen tot dansen wil aanzetten. Met dit beeld wil de kunstenaar mensen uitnodigen om met meer fantasie naar hun omgeving te kijken.
De hoogspanningsmast van Shall We Dance staat tussen twee daadwerkelijke hoogspanningsmasten en de kabels daartussen. Het staat naast de rotonde Energieweg en Zaagmolenpad. 